# 笑猫日记
《笑猫日记》是作家杨红樱撰写的儿童文学小说集，系列共30卷。本系列小说以笑猫为故事的讲述者，用日记的写作形式，讲述了主人公“笑猫”与他的家人、朋友的经历。
2015年，《笑猫日记》系列作品获第四届“世界知识产权组织版权金奖（中国）”作品奖。

## 系列作品
- 《保姆狗的阴谋》
- 《塔顶上的猫》
- 《想变成人的猴子》
- 《能闻出孩子味儿的乌龟》
- 《幸福的鸭子》
- 《虎皮猫，你在哪里》
- 《蓝色的兔耳朵草》
- 《小猫出生在秘密山洞》
- 《樱桃沟的春天》
- 《那个黑色的下午》
- 《一头灵魂出窍的猪》
- 《球球老老鼠》
- 《绿狗山庄》
- 《小白的选择》
- 《孩子们的秘密乐园》
- 《永远的西瓜小丑》
- 《寻找黑骑士》
- 《会唱歌的猫》
- 《从外星球来的孩子》
- 《云朵上的学校》
- 《青蛙合唱团》
- 《转动时光的伞》
- 《樱花巷的秘密》
- 《又见小可怜》
- 《属猫的人》
- 《幸运女神的宠儿》
- 《戴口罩的猫》
- 《大象的远方》
- 《笑猫在故宫》
- 《长大不容易》

## 主要人物
- 笑猫
- 老老鼠
- 万年龟
- 虎皮猫
- 胖头
- 二丫
- 三宝
- 小可怜
- 地包天
- 杜真子
- 马小跳

## 创作背景
杨红樱以往的作品大多是以儿童的视角、思维、语言来重现童年，这一次是用一只猫的眼睛来看人类的世界。当时，她希望把这种叙述方式融合在一起，集合在一个作品里，就是“笑猫”。《笑猫日记》中的“翠湖公园”，原型是成都的人民公园。书中描绘到的景物：人工湖、假山、山洞、拱桥、梅林，都是公园的实景。杨红樱小时候，家离公园很近，每个周末都会去爬山划船，在山洞里玩“抓特务”的游戏。

## 作品影响
2013年，《笑猫日记》发行突破2000万册。《笑猫日记》还连续427次位于全国童书销售排行榜前列，其中25次位列第一。2020年，《笑猫日记》总共发行量超过7400万册，销售码洋达11亿元人民币。《笑猫日记》曾获得中国出版政府奖图书奖、中华优秀出版物奖图书奖等国家奖项，入选原新闻出版总署“三个一百”原创图书出版工程，并输出德文、英文、韩文及泰文等外语版权。